# Homies
Homies is een Nederlandse filmkomedie uit 2015, geregisseerd door Jon Karthaus.

## Verhaal
Timo's relatie loopt stuk, maar hij wil zijn ex-vriendin terugwinnen. Dit wordt een stuk lastiger wanneer zijn huisgenoot Sebas vertelt dat hij al een week een probleem heeft. Hij moet 22 kilo cocaïne zien te verkopen binnen zeven dagen, omdat hij tijdens een feest een drugsdeal verstoorde van de Russische maffia. Dit vertelt hij pas aan zijn huisgenoten Timo, Mark en Felix als de maffia binnenvalt en met dreigementen komt voor als ze niet binnen een week betalen. Op aandringen van de anderen heeft Timo in een kapperszaak een ontmoeting met iemand die beweert de drugs te willen kopen. Deze blijkt echter voor de politie te werken, en Timo wordt gearresteerd. Omdat Sebas de drugs tevoren vervangen heeft door poedersuiker wordt Timo vrijgelaten. Vervolgens vinden ze een andere koper, maar de deal gaat niet door. Uiteindelijk worden de maffiosi op een live action role-playing game event door de politie in samenwerking met de vrienden met geheime camera's in de val gelokt.

## Rolverdeling
| Acteur               | Personage      |
| -------------------- | -------------- |
| Robert de Hoog       | Timo           |
| Manuel Broekman      | Sebas          |
| Gijs Naber           | Felix          |
| Tibor Lukacs         | Mark           |
| Charlie Chan Dagelet | Sophie         |
| Carolien Spoor       | Mandy          |
| Kiki van Deursen     | Saartje        |
| Yannick van de Velde | Joost          |
| Ferdi Stofmeel       | Guido          |
| Géza Weisz           | Fons           |
| Jim Deddes           | Dave           |
| Victoria Koblenko    | Ivana          |
| Jon Karthaus         | Alfons de junk |

## Achtergrond
De titelsong "Still Don't Know" werd gezongen door Chef'Special en werd tijdens het einde van de film gebruikt. De film ging op 20 januari 2015 in première in het Theater Tuschinski in Amsterdam. Drie dagen na de landelijke première waren al 50.000 bezoekers naar de film geweest.